# Killus

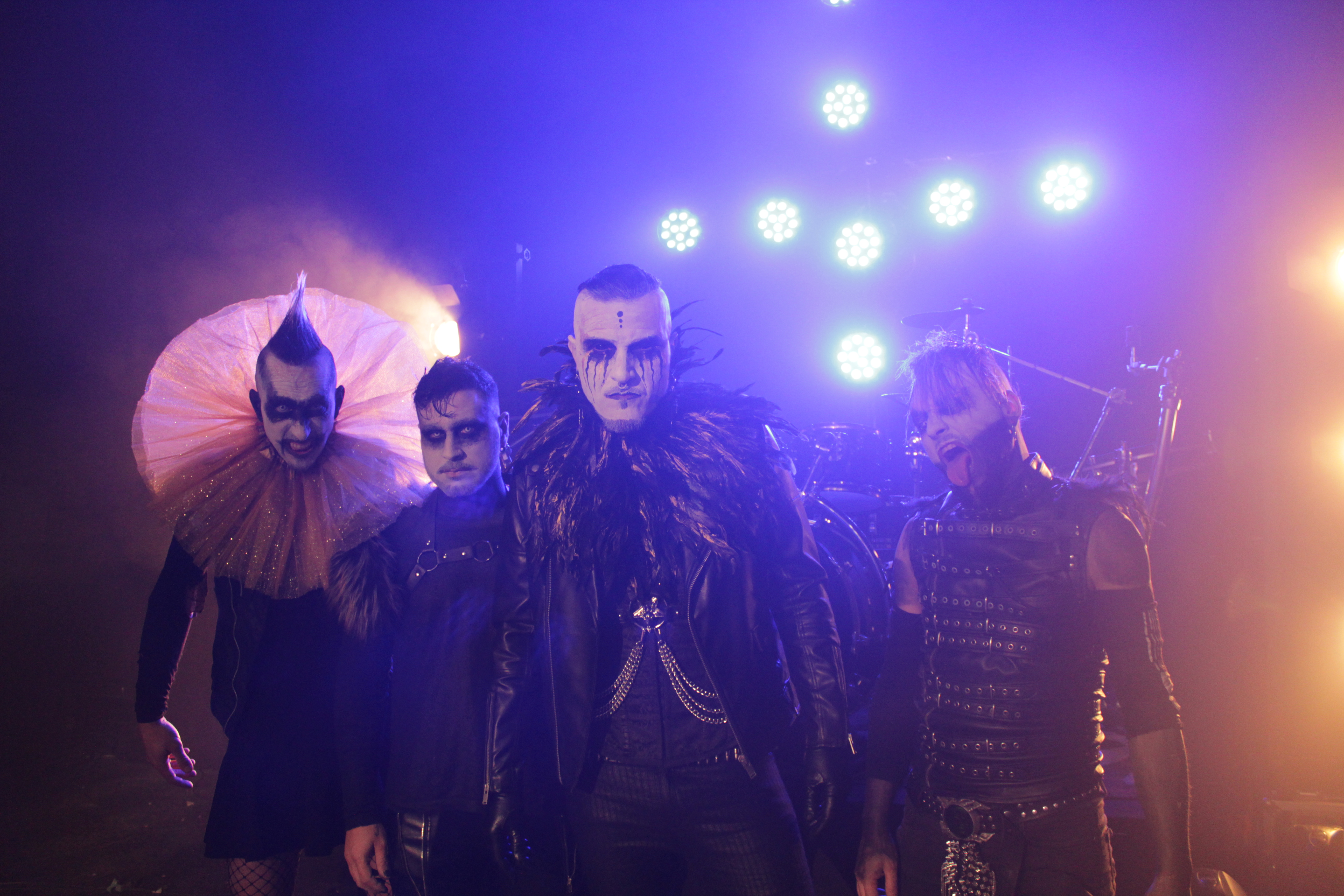
Banda de metal "Killus"

Killus és una banda de metal industrial originària del municipi valencià de Vila-real. Després de passar per diverses configuracions de músics al llarg dels anys, actualment està formada per 4 membres.
La banda destaca per aconseguir una posada en escena i un so únics en el panorama musical nacional. Han sabut reflectir una actitud i un estil inconfundibles: metal industrial, metal groove i rock de xoc influïts per bandes llegendaris com Nine Inch Nails, Marilyn Manson, White Zombie i Ministry, tot barrejat amb elements del metall electrònic més modern i contemporani.
Killus es caracteritzen pel seu so potent i imatge impactant, ja que surten a l'escenari caracteritzats i maquillats. Després de vuit discos a les seves esquenes Killus també ha realitzat tres gires per Espanya, Europa i el Regne Unit.

## Història
La banda va ser formada per Ruk (guitarrista), Supersixx (el vocalista anterior) i Raúl (ex bateria). Començant com a joves estudiants de secundària amb una passió per la música, els primers anys de la banda van estar dedicats a perfeccionar el seu art a través de concerts locals. El 2006, van enregistrar el seu àlbum debut als estudis The Rockestudios Bilbao, amb el productor Carlos Creator marcant l'inici del seu camí professional.
La banda ha llançat 9 àlbums i ha actuat als escenaris dels principals festivals de metal a Espanya, com el Resurrection Fest o el Z!Live, així com en nombrosos festivals internacionals on han compartit escenari amb bandes com Soulfly, Avatar, Ministry o Megara.

## Trajectòria discogràfica

### Never Something Was So Real
Aquest àlbum és la versió en anglès del seu treball en espanyol "Nunca algo fue tan real" i trobem que l'ordre dels temes ha sigut alterat respecte a la seva versió en castellà. En aquest àlbum compten amb col·laboracions com la de Richard Sjunnesson de Sonic Syndicate en la cançó "Vehemence" i les guitarres de Cat Casino de Deathstars en les cançons "Wake up" i "The path of the forgotten". La versió de la famosa cançó "Temple of Love" de Sisters of Mercy ens trasllada a un lloc més animat.
A tot aquest treball es nota la influència de Marilyn Manson en la veu del cantant SuperSixx i del grup alemany Rammstein, com es pot observar, per exemple, en un dels primers temes titulat en aquesta ocasió "Wake Up". Comparant ambdues versions, podríem destacar una millor masterització duta a terme per Eric Broheden (Rammstein, Samael, Turbonegro...).

### Feel the monster i gira europea
Com el seu títol deixa entreveure, "Feel The Monster" és una recopilació de monstres de l'àmbit cinematogràfic o de la pròpia realitat. Aquest àlbum ens porta al final dels anys noranta, quan bandes com Marilyn Manson, Rob Zombie o Nine Inch Nails eren les més reconegudes pel públic d'aquests gèneres musicals. Amb un so més dur, amb cançons directes i tretes de l'etapa daurada del metall industrial. El disc va ser gravat i produït pels mateixos Killus i masteritzat pel productor portuguès Daniel Cardoso. La portada i disseny del llibret a càrrec de l'artista Damien Worm, amb la col·laboració de Mechanical Ash dels Static-X.
Aquest disc va ser presentat amb una gira europea, que va iniciar-se el 2014 per Anglaterra al costat de la banda de metall sueca Avatar i la banda anglesa The Defield. Aquesta gira els va portar a tocar en escenaris de països com Alemanya, Bèlgica, França, Itàlia, Àustria, Txèquia i Anglaterra.

### Ultrazombies
Aquest disc ens guía amb una conversa porpia d'una peli de terror amb temes oscurs carregats de melodies barrejades amb el so agressiu cracterístic de la banda, amb riffs únics i bases rítmiques contundents.

### Imperator
El disc que té un total de 13 cançons replets de temàtica apocalíptica, en els quals es demostra que el mal forma part de tots nosaltres. Aquest treball mostra la contínua evolució de la banda cap a un so més fosc i directe que els seus predecessors treballs, però mantenint l'essència característica.
El disc gravat per Ruk (guitarra de la banda) en els Hell’s Studio i produït i masteritzat per l'enginyer Enrique Soriano i Ruk en Crossfade Mastering Studio. La portada realitzada per l'il·lustrador de còmics Damien Worm, el qual ja havia treballat amb la banda en els seus dos discos anteriors. Un disc on es pot trobar la col·laboració de Tim Sköld, ex integrant de la banda Marilyn Manson

### Devilish Deeds
Killus fan un volt de rosca al seu so al introduir un nou cantant, de manera que, sense sortir-se del metal Industrial, incorporen melodia que combina amb l'agressivitat de les seves cançons. Aquest es un disc conceptual sobre el descens als inferns de la humanitat. Un disc que comença amb una intro oscura que et va dirigint a través dels detalls a un disc de contrastos, amb veus cavernoses contrastades amb altres netes junt amb canvis de ritmes constants que ens mostren la versatilitat del grup. En aquest disc compten amb col·laboracions de Jesee Drackman de Darkcell o Quim Mas de CRIM.
El disc acaba amb dues versions. La primera es de The look, de Roxette aquesta més electrònica i agressiva que la original, i la segon una remasterització de A perfect paradigm, el tema amb el que la banda va mostrar el seu actual cantant, Javi Ssagittar

### GRØTESK
Descrit com el treball més madur de la banda, l'ábum GRØTESK editat amb el segell Maleït Rècords, mostra com l'home és el veritable causant de la seva extinció fins i tot quan es troba en la cúspide de la seva grandesa. El disc va ser gravat en Hell’s Studio, amb el productor i guitarrista Ruk i masteritzat per l'enginyer de so Enrique Soriano en Crossfade Mastering Studio.
Amb canvis de formació incorporant a Anhell Stixx com a nou bateria, l'album finalitza amb una versió portada a l'estil del metal industrial de la cançó Gimme! Gimme! Gimme! dels suecs ABBA

## Discografia

### Àlbums
- 2006: God Bless Us
- 2009: Extinción
- 2011: Never Something Was So Real
- 2013: Feel The Monster
- 2016: Ultrazombies
- 2018: Imperator
- 2020: Devilish Deeds
- 2021: Live In a Ghost World
- 2023: GRØTESK